# 臺灣禪宗佛教會
社團法人台灣禪宗佛教會，簡稱禪教會，為一非營利之宗教社會團體，以弘揚佛教禪宗「不立文字、教外別傳」之法門為宗旨。前身為悟覺妙天禪師在1988年創立之「財團法人印心禪法發展基金會」。於1999年更名為「社團法人臺灣禪宗佛教會」。

## 公益活動

### 街友暨獨居老人尾牙
100年街友暨獨居老人尾牙」，於元月廿六日假台北松山菸廠舉行，席開兩千桌，邀請獨居老人、街友、清寒社會邊緣人參與，現場更邀請到蕭萬長副總統和台北市長郝龍斌出席。
創世基金會董事長曹慶也表示，街友尾牙全台共有六千多位善心人士捐款，最大的單筆捐款金額二百八十萬元，是由台灣禪宗佛教會捐贈，最小的單筆金額為五十元，在現場公布捐款芳名錄，長達三十公尺，見證台灣社會的大愛。

### 「印心佛法禪修見證發表會」慈善勸募
「印心佛法禪修見證發表會」進行的慈善勸募活動，所募集共新台幣515萬善款，全數捐贈予新北市、桃園縣、新竹縣、新竹市、花蓮縣各社會局處所推薦共七個弱勢團體；在內政部常務次長林慈玲、內政部社會司司長簡慧娟、立法委員徐欣瑩、新竹縣縣長邱鏡淳、新北市副祕書長許育寧、交通大學副校長許千樹、與各縣市政府社會局處代表的見證下，贈予七個弱勢團體，儀式簡單隆重，與會者齊心為台灣社會祈福，凝聚起一股慈善、安定的正向力量。
財團法人台灣兒童暨家庭扶助基金會附設新北市私立大同育幼院、財團法人伊甸社會福利基金會桃園分事務所、財團法人台灣兒童暨家庭扶助基金會桃園分事務所、社團法人新竹縣盲人福利協進會、社團法人新竹縣肢體殘障協會、財團法人新竹市天主教仁愛社會福利基金會、中華民國紅十字會台灣省花蓮縣支會。

## 歷史
- 1983.立秋　妙天禪師正式弘法。
- 1988.08.15　成立「財團法人中國禪學印心法研究會」。
- 1994.02.01　「財團法人中國禪學印心法發展基金會」正式更名為「財團法人印心禪學文教基金會（簡稱印心禪學會）」。
- 1994.11.13　「早安！良心健康禪」全省大會師活動，於台北市中正紀念堂兩廳院間廣場舉行。
- 1995.12.17　在桃園縣立體育場盛大舉行的「印心禪法‧見性成佛」人天大法會。
- 1999.12.12　在桃園巨蛋體育館舉辦一場『迎接二十一世紀世界和平大會』。
- 2003.08　　 禪教會續辦「大慈大悲觀世音法相展」。
- 2009.08.05　台灣禪宗佛教於紐約成立新道場。
- 2012.01.29　於小巨蛋舉辦「地球佛國人人作佛」法會[5]

## 外部連結
- 臺灣禪宗佛教會官方網站
- 臺灣禪宗佛教會公益活動記錄
- 釋迦牟尼佛救世基金會官方網站
- 妙天禪師弘法行誼